# Epimetopidae
Epimetopidae — невелика родина жуків із надродини Hydrophiloidea, що охоплює 72 описані види з трьох родів: американського Epimetopus (56 видів), азіатського Eumetopus (8 видів) та африканського Eupotemus (8 видів). Більшість видів мешкає на піщаних або мулистих околицях струмків або річок. Личинки хижі, пристосовані для живлення під водою.

## Філогенетичне походження[1]
Філогенетичне положення Epimetopidae у Hydrophiloidea досі не зрозуміло належним чином. Філогенетичні дослідження, засновані на морфології дорослих особин і личинок, зазвичай виявляють кладу Epimetopidae + Georissidae, яка або є частиною так званої «лінії гелофорид» разом з Helophoridae, або Helophoridae і Hydrochidae, або стоїть близько до. Наступні унікальні синапоморфії були актуалізовані для Epimetopidae + Georissidae: бульбоподібна ніжка вусика, переднеспинка, що виступає передньою частиною, щоб охоплювати голову, сублатеральний гребінь на вентральній поверхні надкрила, відсутність вентрального гідрофобного опушення та сильно зменшені мезо- та метафурка у дорослих особин (редукції мезо- та метафурки у Epimetopidae не було підтверджено), а також перетинчасті війчасті бічні частини епістомальних часток і прямий субментальний шов у личинок.
Скам'янілості Epimetopidae невідомі.

## Морфологічні ознаки[1]

### Імаго
Довжина тіла приблизно в 1,7–2,3 рази більша за ширину, і сягає 1,2–4,3 мм., боки нерівномірно заокруглені (бічний край переднеспинки і надкрил не утворює суцільної лінії), тіло добре склеротизоване, помірно опукле; колір від жовтувато-коричневого до смолисто-чорного, іноді з блідішими плямами на надкрилах, іноді зі слабким дорсальним металевим блиском; дорсальна поверхня принаймні частково горбиста (з вершинними сенсорними щетинками на всіх або на деяких гранулах) і часто реберна; вентральна поверхня без гідрофобного опушення.
Невеликий статевий диморфізм присутній у деяких видів Eumetopus (надкрила на вершині з більш піднятими горбками або виступами або верхівки надкрил загострені у самок; задні гомілки сильніше стиснуті у самок; лапки ширші та щільніше щетинчасті, а кігті більші у самців; і в деяких Epimetopus (самки з дещо увігнутим черевним вентритом і в деяких видів з трохи піднятою серединною частиною; черевні вентрити мікросітчасті назовні у самців, але з мікроскульптурою, зменшеною мезально у самців у деяких групах).

#### Голова
Голова від помірно до сильно відхиленої, значною мірою вкрита передньою часткою переднеспинки у виді зі спини. Очі добре розвинені, злегка опуклі, розділені повністю або частково на дорсальну та черевну частини спереду кліпеальним виступом. Поперечна верхня губа, добре склеротизована, видима зверху, дугоподібна або роздвоєна. Вусики помірно довгі, слабко колінчаті, 9-сегментовані з 3-сегментною опушеною булавою; лопатка дуже довга (довша за 2–9 членики разом узяті), ніжка коротка, бульбоподібна; антеномер перед булавою вусика чашоподібний.

##### Передньогруди
Передньоспинка приблизно в 0,9-1,0 рази довша за ширину, найширша в передній третині-половині; основа переднеспинки вужча за зведені основи надкрил; боки з двома виступами з кожного боку, передній один більший, від підквадратної до багатолопатевої форми, задній менший, горбкуватий до шипоподібного або зовсім відсутній; передня третина представлена «капюшоном», який значною мірою покриває голову. Дорсальна поверхня з щетинчастими горбками та двома парами повздовжніх ребер. Бічні кили передньоспинки повні і прості, розташовані венрально; передні кути відсутні; задні кути закруглені, не охоплюють основи надкрил; задній край дугоподібний, без вентрального ребра, зчепленого з надкрилами та щитковим щитком.
Передньогруди добре розвинені, оголені, без або з дуже слабо розвиненим серединним килем, передній край прямий. Присутній передньоспинальний відросток, розширений ззаду. Гіпомерон не розділений на блискучі бічні та опушені мезальні частини; без передньої борозни для прийому булави вусика. Прококсальні порожнини поперечні, суміжні, частково відкриті всередину.
Щиток маленький, підтрикутний, довжина така ж, як ширина, або довша за неї. Надкрила приблизно в 1,1-1,4 рази довші за загальну ширину і в 1,4-2,4 рази довші за передньоспинку; боки помірно зігнуті, вершини сумісно округлі; плечеві бугри добре розвинені; диск з десятьма рядами точок, прищиткова борозенка може бути присутня, непарні проміжки надкрил із рядами подовжених відокремлених горбків; бічний край надкрила зубчастий; наявна епіплевра, відносно широка по всій поверхні, включаючи вершину.

##### Середньо- і задньогруди
Мезовентрити відокремлені повними швами від мезанепістерн, передня частина мезовентриту в іншій площині, ніж метавентрит; без визначених прококсальних опор; задньомезальная частина з піднятим поперечним або дугоподібно поперечним валиком; мезовентральна порожнина відсутня; дискримен відсутній. Mesanepisterna вузько відокремлені одна від одної спереду, або зближені. Мезококсальні порожнини субкруглі, вузько розділені, закриті з боків мезепімероном. Мезофурка добре розвинена, її рукави широко розділені в основі, злегка розширені на вершині, без вузького розширення, виступаючого в дорзолатеральному напрямку.
Метавентрит виразно поперечний, плоский або злегка опуклий, рівномірно горбистий, із задньосерединним поперечним хребтом або з базальними хребтами та центральним підвищенням; кпереду з довгим виступом, що розділяє мезококса; дискримен зменшений; метаепістернит відкритий вентрально, широкий всюди, дугоподібної форми. Метакокси масивні, поперечні, широко розділені вузько роздвоєним заднім відростком метавентриту, латерально сходяться з метанепістернумом, не досягаючи надкрил. Метендостерніт з короткою широкою ніжкою, довгими бічними плечима та короткими, але чіткими передніми відростками.

##### Крила
Задні крила добре розвинені, або в деяких видів/популяцій зменшені в розмірі (брахіптерія); коли повністю розвинене, крило вузько подовжене з апікальним полем, що утворює апікальну половину площі крила; ScA та RA досягають майже основи крила, радіальні комірки слабко непігментовані, RP не розвивається базально, проксимально з’єднується з MP і утворює петлю R-M, жилки позаду петлі R-M слабко склеротизовані: присутні базальні комірки; анальна частка або відсутня або маленька, або довга і вузька; край крила з довгими рідко розташованими щетинками.

##### Ноги
Ноги. Протрохантини приховані. Прококси великі, конічні; мезо- і метакокси поперечні. Вертлуги добре розвинені, іноді пластинчасті. Стегна  субциліндричні, сильно розширені на середині довжини, мезо- і метастегна іноді із задньою остю; основа стегон похила, передньо-мезальна частина стегон контактує з вертлугом. Вертлуги та стегна голі, або з лускоподібними сенсилами. Гомілки циліндричні, з поздовжніми рядами сильних шипів або пластинчастих щетинок, у деяких видів сильно зубчасті з боків, без плавальних волосків, верхівка гомілок зрізана навскіс, лапки прикріплені мезально; гомілкові шпори короткі, нечіткі. Формула лапок 5-5-5 у більшості видів або 4-4-4 (у групи Epimetopus costatus); лапки прості, 1 членик лапки маленький або відсутній, 2–4 членики однакові за довжиною; коготки прості, дугоподібні; емподій невеликий, з однією широкою та довгою листоподібною щетинкою.

##### Черевце
Черевце з п'ятьма вільними вентритами; вентрит 1 дуже короткий, повністю або майже повністю зайнятий метакоксальними борозенками, вільна частина без серединного киля; міжкоксальний відросток відсутній; вентрити 2–5 приблизно рівні за довжиною, голі або з тонкою мікроскульптурою, без гідрофугованого опушення; задній край вентриту 5 простий, без вирізів або товстих щетинок. Функціональні дихальця на I–VI сегментах черевця; тергіти черевця відносно слабо склеротизовані, можуть нести плями крилчастих асперитів.
Передній край стерніту VIII самців без серединної стійки. Сегмент IX у самців U-подібний V-подібний, або O-подібний, зі слабко відмежованими довгими бічними розпірками. Едеагус трилопатевого типу, симетричний, з короткою відкритою фаллобазою та простими парамерами, або з довгою конічною фаллобазою та складними багатолопатевими парамерами; пеніс із короткими базальними стрижнями.
Яйцеклад помірно подовжений, злегка склеротизований; парапрокти значно коротші кокситів, які поділяються на довгу базальну частку (гонококсит) і або коротку, або досить довгу дистальну частку (гоностил).

### Преімагінальні стадії

#### Яйце
Самки носять пакети з яєць під черевцем; Отже, Epimetopidae є однією з трьох незалежних ліній Hydrophiloidea, в яких ця поведінка розвинулася (також вона відома у родини Spercheidae та деяких Acidocerinae з родини Hydrophilidae).

#### Личинки
Личинки відомі для кількох видів Epimetopus, але вони невідомі для Eumetopus і Eupotemus. Усі описи личинок Epimetopus засновані на личинках першого віку, які були знайдені всередині яєчних пакетів, що несли самки, або були вирощені з них. Личинки Epimetopus мають ознаки, спільні з Helophoridae та Georissidae (загальна морфологія носової та епістомальної часток, довгий верхньощелепний пальпомер 1, головна хеотаксія) або лише Georissidae (форма та розміщення епістомальних часток, субментум відокремлений від головної капсули прямою лінією). Морфологія нижніх щелеп, однак, дуже похідна, пристосована до підводної обробки їжі шляхом проколювання та смоктання. Зменшення черевних дихальців і наявність черевних зябер, ймовірно, також пов’язані з підводним способом життя.

##### Морфологія личинок
Тіло подовжене, майже паралельне; голова і протергум добре склеротизовані, мезо- і заднегрудь (або тільки мезоторакс) з парою трикутних склеритів; черевце слабо склеротизоване, без тергітів; бічні виступи відсутні на грудному сегменті, є на череві. Голова гіперпрогнатна, трохи довша, ніж широка в деяких видів, поперечна і значно ширша за довжину в інших видів, з паралельними сторонами; епікраніальна ніжка відсутня; передні гілки U-подібні з основами, що досягають заднього краю голови; серединна ендокарина відсутня. Кожна сторона голови з однією очною плямою, утвореною зрощеними стеблами.

##### Голова
Лобно-склеповий шов відсутній; верхня губа зрощена з головною капсулою і утворює кліпеолабрум із серединним вузьким підквадратом апікально, і з великими симетричними парними адназаліями (= епістомальні частки) з зубчастим внутрішнім краєм і з перетинчастими війчастими бічними частинами, на внутрішній поверхні з кількома широкими плоскими щетинками з війковим внутрішнім краєм. Вусики добре розвинені, 3-членикові; антеномер 2 найдовший, з латерально розміщеним одним сенсорієм. Мандибули симетричні, помірно широкі біля основи, з вузькою, сильно вигнутою і однозубою верхівкою, кожна з двома сильно видозміненими сітчастими зубцями та борозенкою дорсально між ними, що йде до основи нижньої щелепи; базальний зубець ковадлоподібний, з численними виступами, спрямованими на месад (? простеку); присутній базальний пеніцил. Вентральний ротовий апарат витягнутий, присутня верхньощелепна артикуляційна область, перетинчаста, з двома маленькими склеритами; верхня щелепа шестигранна, із сегментоподібним пальпіфером (= пальпомер 1): кардини чіткі, великі; листочки довгі. Масивний циліндричний пальпіфер (= пальпомер 1) довгий і циліндричний; галея (= внутрішній придаток) перетинчаста, трохи виступає; лацинії відсутні; щупик 3-сегментований (4-сегментний, якщо пальпіфер розглядається як частина пальпу). Губа складається з прементуму і постментума; щупики 2-члениковые; ligula відсутня. Вентральні наметові ямки розділені, розташовані спереду, гулярні шви відсутні.

##### Груди
Грудні сегменти однакові по довжині; передньогрудна частина з однією тергальною пластинкою, розділеною серединною екдизіальною лінією; середньо- і задньогруди з парою розділених склеритів (може бути відсутнім на метавентриті). Передньогрудний відділ із двома парами склеритів субмезально, не склеротизовано мезально. Ноги 5-членикові, з чітко вираженим і довгим кігтеподібним передплюском; прококси майже суміжні, мезо- та метакокси розділені.

##### Черевце
I–IX сегменти черевця злегка склеротизовані, без чітких склеритів; сегменти VIII–IX або тільки сегмент IX з довгими несегментованими бічними виступами (зябрами); черевна грудина без передніжок, з поперечними рядами загострень на II–VII сегментах. Верхівка черевця без дихальцевого передсердя, сегмент VIII не кінцевий, тергум IX повністю видно з 1-сегментованим урогомфом, сегмент X кінцевий. Сегмент IX у деяких видів із парою вентральних сосочків. Дихальця невеликі та, ймовірно, нефункціональні, присутні на мезотораксі та сегментах черевця I–VIII.

## Життєвий цикл
Дані про повний розвиток досі не отримані. Відомі лише яйця та личинки першого віку для одного з трьох родів: Epimetopus..

## Спосіб життя[1]
Спостереження за живими екземплярами Eumetopus acutimontis з В’єтнаму вказують на те, що зразки копали та ховалися у вологому піщаному або гравійному субстраті на березі невеликої річки. На відміну від цього, деякі Epimetopus (наприклад, E. venezuelensis Perkins, 2012) були зібрані у стоячій воді, зазвичай добре врослій рослинністю мілководних болотах.
Самки всіх трьох родів несуть яйцекладку на вентральній поверхні черевця. Виходячи з морфології ротового апарату, личинки є хижими і, ймовірно, живуть у тих же місцях існування, що й дорослі особини. Описані личинки характеризуються морфологічними пристосуваннями для живлення шляхом проколу та смоктання під водою, закритою трахейною системою та черевними зябрами.
Вентральна структура капюшона передньоспинки у Epimetopus та Eupotemus сильно нагадує стридуляційні апарати інших комах і припускає, що ці два роди можуть стридулювати переміщенням піднятого горбка на дорсальній поверхні потилиці поперек переднеспинки шляхом легкого обертання голови.
Структури на вентральній стороні переднеспинного капюшона можуть служити для передачі сили від передньогрудного відділу до голови під час риття та/або для фіксації положення голови під час годування в субстраті.

## Поширення та способи існування[1]
Epimetopidae містять три роди: азіатський Eumetopus, африканський і Epimetopus, поширений у Центральній і Південній Америці та на південному заході Північної Америки. Вказівки на Epimetopus із Африки та Аравійського півострова є або випадковими інтродукціями, або неправильно визначеними зразками.
Виходячи з наявних даних, більшість видів Epimetopidae живуть у схожих місцях існування: вологий пісок або гравій на берегах різних типів струмків і річок, іноді також із водоростевими килимками або скупченнями рослинних рештків.

## Класифікація[1]
Родина Epimetopidae Zaitzev, 1908
- Рід Epimetopus Lacordaire, 1854 — 56 видів

- Рід Eumetopus Balfour-Browne, 1949— 8 видів

- Рід Eupotemus Ji & Jäch, 1998— 8 видів